# 베니샹굴구무즈주

베니샹굴구무즈주

베니샹굴구무즈주의 기

베니샹굴구무즈주(암하라어: ቤንሻንጉል-ጉምዝ ክልል)는 에티오피아의 주로, 주도는 아소사이며 면적은 50,248km2, 인구는 784,345명(2005년 기준), 인구밀도는 10.4명/km2이다.

## 같이 보기
- 그랜드 에티오피아 르네상스 댐